# Západní Dunbartonshire
Západní Dunbartonshire (anglicky West Dunbartonshire, Siorrachd Dhùn Bhreatainn an Iar ve Skotské gaelštině) je správní oblast Skotska, která se nalézá ve středozápadní části průmyslového pásu, západně od města Glasgow. Sousedí se správními oblastmi Argyll a Bute, Stirling, Východní Dunbartonshire a Renfrewshire. Oblast existuje na části území tradičního hrabství Dunbartonshire, jehož název vznikl odvozením od názvu jeho metropole Dumbartonu.

## Důležitá města a vesnice
- Alexandria
- Balloch
- Bonhill
- Bowling
- Clydebank
- Dalmuir
- Dumbarton
- Duntocher
- Hardgate
- Jamestown
- Milton
- Old Kilpatrick
- Renton
- Townend